# Hodges (Alabama)
Hodges – miasto w Stanach Zjednoczonych, w stanie Alabama, w hrabstwie Franklin. W roku 2023 miasto zamieszkiwało 262 osoby, a gęstość zaludnienia wynosiła niespełna 33 osoby/km².